# Villiers-lès-Aprey
Villiers-lès-Aprey ist eine französische Gemeinde mit 47 Einwohnern (Stand: 1. Januar 2022) im Département Haute-Marne in der Region Grand Est. Sie gehört zum Kanton Villegusien-le-Lac und zum Arrondissement Langres.

## Geografie
Die Gemeinde Villiers-lès-Aprey liegt nahe der Quelle der Vingeanne, etwa 20 Kilometer südwestlich von Langres. An der westlichen Gemeindegrenze verläuft die Autoroute A31. Villiers-lès-Aprey ist umgeben von folgenden Nachbargemeinden:
|           | Aprey                                       | Flagey  |
|           | Kompassrose, die auf Nachbargemeinden zeigt | Baissey |
| Aujeurres | Leuchey                                     |         |

## Siehe auch

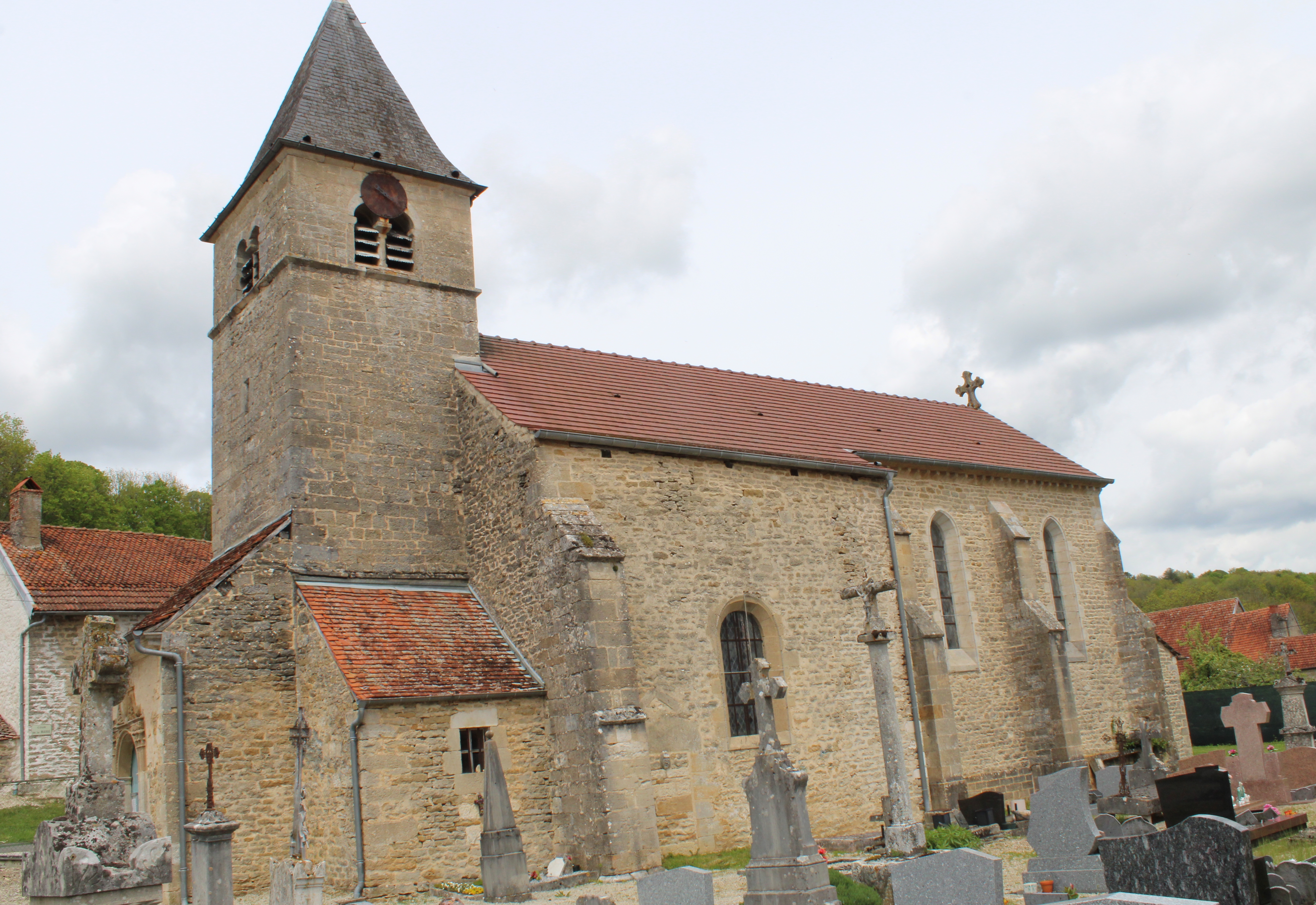
Kirche Notre-Dame

## Bevölkerungsentwicklung
| Jahr                       | 1962 | 1968 | 1975 | 1982 | 1990 | 1999 | 2008 | 2019 |
| -------------------------- | ---- | ---- | ---- | ---- | ---- | ---- | ---- | ---- |
| Einwohner                  | 59   | 47   | 46   | 45   | 48   | 38   | 35   | 45   |
| Quellen: Cassini und INSEE |      |      |      |      |      |      |      |      |